# Placodidus monstrosus
Placodidus monstrosus är en skalbaggsart som beskrevs av Gilbert John Arrow 1926. Placodidus monstrosus ingår i släktet Placodidus och familjen Cetoniidae. Inga underarter finns listade i Catalogue of Life.